# Scarpa d'oro 1991
La Scarpa d'oro 1991 è il riconoscimento calcistico che è stato assegnato al miglior marcatore assoluto in Europa tenendo presente le marcature segnate nel rispettivo campionato nazionale nella stagione 1990-1991. Il vincitore del premio è stato Darko Pančev con 34 reti nella Prva Liga.

## Classifica finale
| Pos | Campionato       | Nome         | Squadra         | Gol |
| --- | ---------------- | ------------ | --------------- | --- |
| 1   | Prva Liga        | Darko Pančev | Stella Rossa    | 34  |
| 2   | Türkiye 1.Lig    | Tanju Çolak  | Galatasaray     | 31  |
| 3   | 1. Division      | Václav Daněk | Swarovski Tirol | 29  |
| 3   | Kategoria e Parë | Kliton Bozgo | Tomori          | 29  |